# Succoria
Succoria (in sloveno Suhorje) è un centro abitato della Slovenia, frazione del comune di San Pietro del Carso.